# Serghina
Serghina (en àrab سرغينة, Sarḡīna; en amazic ⵙⵕⵖⵉⵏⴰ) és una comuna rural de la província de Boulemane, a la regió de Fes-Meknès, al Marroc. Segons el cens de 2014 tenia una població total de 3.746 persones.